# Alpha Piscium
Désignations
α Psc A : HD 12447, HR 596

Alpha Piscium (α Psc / α Piscium) dans la Désignation  de Bayer, est une étoile binaire de la constellation des Poissons. Elle n'est pourtant pas que la 3e étoile la plus brillante de la constellation. Elle possède Alrescha comme nom propre.

## Nomenclature
Alrescha et le nom propre aujourd’hui approuvé Alpha Piscium / α Pscpar l’Union astronomique internationale (UAI). C’est l’arabe الرشاء al-Rišā’, « le Cordon », qui est un nom de la XXVIIIe des manāzil al-qamar ou « stations lunaires », à côté de الحوت al-Ḥūt, « le Poisson », chez certains auteurs arabes comme al-Farghānī (IXe s.), et que transcrit Thomas Hyde (1665) AlRishâ dans sa traduction du یجِ سلطانی Zīğ-i Sulṭānī ou « Tables sultaniennes » d’Uluġ Bēg (1437). On pourrait penser que ce nom traduit le grec δεσμά, le « lien » dont parle Aratos, s'il ne remontait pas plus haut dans le temps en Mésopotamie, dont il semble provenir directement, c’est-à-dire sans passer par les Grecs. Le nom arabe de cette étoile est en effet l’héritier du Rikis Nūni, « le Cordon du Poisson », qui liait à Babylone KUN.meš = zibbāti, soit « les Deux Queues », celle d'une hirondelle de mer et celle d'un poisson (voir l'image de cette figure mésopotamienne sur la  page consacrée à la constellation des Poissons). C’est Johann Elert Bode (1801) introduit ce nom sous la forme er-rischa, qui reprend exactement la transcription du philologue Friedrich Wilhelm Lach (1796) .
Relevé sous les formes Al Resha et Al Rischa par Richard Allen (1899) qui donne pour la XXIIIe des manāzil al-qamar ou « stations lunaires », la transcription Al Sa‘d al Bula‘ , le nom circule sous des graphies proches de ces deux formes dans le catalogues ultérieurs.
Alpha Piscium / α Psc porte cependant d'autres noms: 
Okda. C’est le premier terme de l’expression arabe على عقدة الخيطين alā ᶜuqda(t) al-ḫayṭayn, « sur le nœud des deux fils » qui lient les deux Poissons, et utilisée dans la description de la figure dans le cadre du ciel gréco-arabe, notamment dans le traité al-Tīzīnī (1533). Thomas Hyde (1665) transcrit ce premier temre par ᶜuqda [i.e.Nodus] dans sa traduction du یجِ سلطانی Zīğ-i Sulṭānī ou « Tables sultaniennes » d’Uluġ Bēg (1437). Puis Giuseppe Piazzi s’en saisit pour donner un nom à α Psc, immédiatement repris par le géographe et marin au long cours Philippe-Jacques Coulier, puis signalé par Richard Allen (1899), ce qui l’aide à circuler dans les catalogues ultérieurs.
Kaitain. C’est le second terme de l’expression arabe على عقدة الخيطين alā ᶜuqda(t) al-ḫayṭayn, « sur le nœud des deux fils » qui lient les deux Poissons grecs utilisé dans la description de la figure dans le cadre du ciel gréco-arabe, notamment dans le traité d'al-Tīzīnī (1533). C’est Christian Ludwig Ideler (1806) qui transcrit l’expresion Okad el-chatain , ce dont Richard Antony Proctor (1870) fait le nom Kaitain qui, repris par Richard Allen (1899), est transmis  dans les catalogues.

## Propriétés
α Psc est à environ 139 années-lumière de la Terre. Ce système est composé d'une étoile binaire serrée avec une séparation angulaire de 1,9" (en date de 2019) entre ses composantes. L'étoile principale est de magnitude apparente +4,33 et de type spectral A0p, tandis que sa compagne est de magnitude 5,23 et de type spectral A3m. Les deux étoiles mettent environ 720 années pour parcourir leur orbite autour de leur centre de masse et la distance qui les sépare sera minimale autour de 2060. L'une ou les deux étoiles pourraient être des binaires spectroscopiques. Elles ont des masses égales respectivement à 2,3 et à 1,8 masses solaires et leur luminosités valent 31 et 12 fois celle du Soleil.